# Сауд ібн Фейсал
Сауд ібн Фейсал (араб. سعود بن فيصل بن تركي آل سعود; нар. 1833 — 26 січня 1875) — 7-й емір Неджду в 1871 і 1873—1875 роках. Відомий також як Сауд II.

## Життєпис

### Молоді роки
Походив з династії Саудитів. Другий син Фейсала ібн Тукрі. Народився 1833 року. 1838 року разом з батьком опинився в Каїрі після поразки того від єгиптян. 1843 року разом з батьком і братами повернувся до Аравії.
Замолоду завоював підтримку бедуїнських племен щирістю, щедрістю та відкритістю. На початку 1860-х років отримав від батька в управління Південний Неджд з резиденцією у місті Ель-Хардж. На цій посаді виявився надзвичайно успішним, і його репутація невдовзі затьмарила репутацію його братів. Водночас Сауда налаштовували британські резиденти в Омані проти старшого брата Абдуллаха.

### Панування
Після смерті батька у 1865 році й перехода влади до Абдуллаха невдовзі став готуватися до збройної боротьби за владу. 1866 року Сауд звернувся за підтримкою до шейхів Асіру, але тих переконав не втручатися емір Абдуллах. Водночас останній намагався переконати Сауда прибути до Ер-Ріяду. Той відмовився і поїхав спочатку до Наджрану, а потім до бедуїнського племені аджман, оскільки його мати походила з цього племені). 1867 року Сауд зазнав поразки в битві при Аль-Мутала від військ брата-еміра. За цим втік до Договорного Оману.
Сауд 1868 року зібрав новий загін і попрямував до ваді Ед-Давасір. Абдаллах послав проти нього військо. 1867 року у битві Сауд був розбитий, але він, тяжко поранений, зумів втекти до племені аль-мурра.
Восени 1870 року Сауд, уклавши союз з племенами аджман і аль-мурра, вдерся до Ель-Хаси, завдяки цьому здобув контроль над портовими містами, звідки сподівався отримати британську зброю. Невдовзі отримав за сприяння британців підтримку Туркі бін Саїда, султана Оману і Маскату, Іси I, шейха Бахрейну, Заєда ібн Халіфа, шейха Абу-Дабі. У грудні Сауд рушив до Ер-Ріяду. Натомість емір Абдаллах ібн Фейсал послав проти нього військо на чолі з братом Мухаммедом. У вирішальний момент частина кочівників зворожого війська перекинулася на бік Сауда, який здобув легку перемогу в битві біля Джудів, захопивши брата Мухаммеда, якого ув'язнив в Ель-Катіфі. Як наслідок Східна провінція присягнула Сауду.
У квітні 1871 року він рушив на Ер-Ріяд, здобувши перемоги у битвах при Аль-Ваджадж і Аль-Джафр. При підході військ Сауда до Ер-Ріяду звідки втік Абдуллах, що знайшов прихисток в племені кахтан. У травні військо Сауда жорстоко розграбувало столицю, що викликало загальну ненависть. За цих обставин проти нього виступив османський командувач Нафіз-паша, який перед тим захопив Ель-Хасу. Лише несприятливі погодні умови завадили супротивникові дістатися Ер-Ріяду. Водночас зведений брат Сауда — Мухаммед — був звільнений османським загоном з в'язниці в Даммамі. Сауд, що не мав жодної підтримки місцевого населення, у серпні того ж року був повалений стрийком Абдуллах ібн Туркі.
У 1873 році Сауд отримав гроші та зброю від британців, що дозволило почати новий наступ на Ер-Ріяд. Йому знову протистояв брат Абдуллах ібн Фейсал, якого підтримувала Османська імперія. Сауду вдалося здолати брата, що відступив на південь. Втім Сауд контролював лише оази Центрального Неджда. При цьому значна частина кочових племен не визнали його еміром. З ними Сауд ібн Фейсал почав запеклу боротьбу. В одній із сутичок він навіть дістав поранення.
У січні 1875 року Сауд ібн Фейсал помер: за різними свідченнями — від віспи або отруєння. Владу захопив його молодший брат Абдуррахман.